# Бойд Кодингтън
Бойд Кодингтън (на английски: Boyd Leon Coddington) е американски автомобилен дизайнер и бизнесмен, собственик на компанията за изработка на поръчкови автомобили и джанти „Boyd Coddington Hot Rod Shop“.

## Биография
Звезда в предаването „Американски Хот Род“, на телевизия Discovery Channel, което представя работата и живота в неговата компания, създаването на поръчкови автомобили, тяхното представяне и др.
Умира на 27 февруари 2008 година, след усложнения получени след претърпяна операция и увреждания, следствие на дългогодишно боледуване от диабет.